# Amblyopone egregia
Amblyopone egregia é uma espécie de formiga do gênero Amblyopone.